# Phyllanthus martini
Phyllanthus martini är en emblikaväxtart som beskrevs av Radcl.-sm.. Phyllanthus martini ingår i släktet Phyllanthus och familjen emblikaväxter. Inga underarter finns listade i Catalogue of Life.